# Fritz Haber

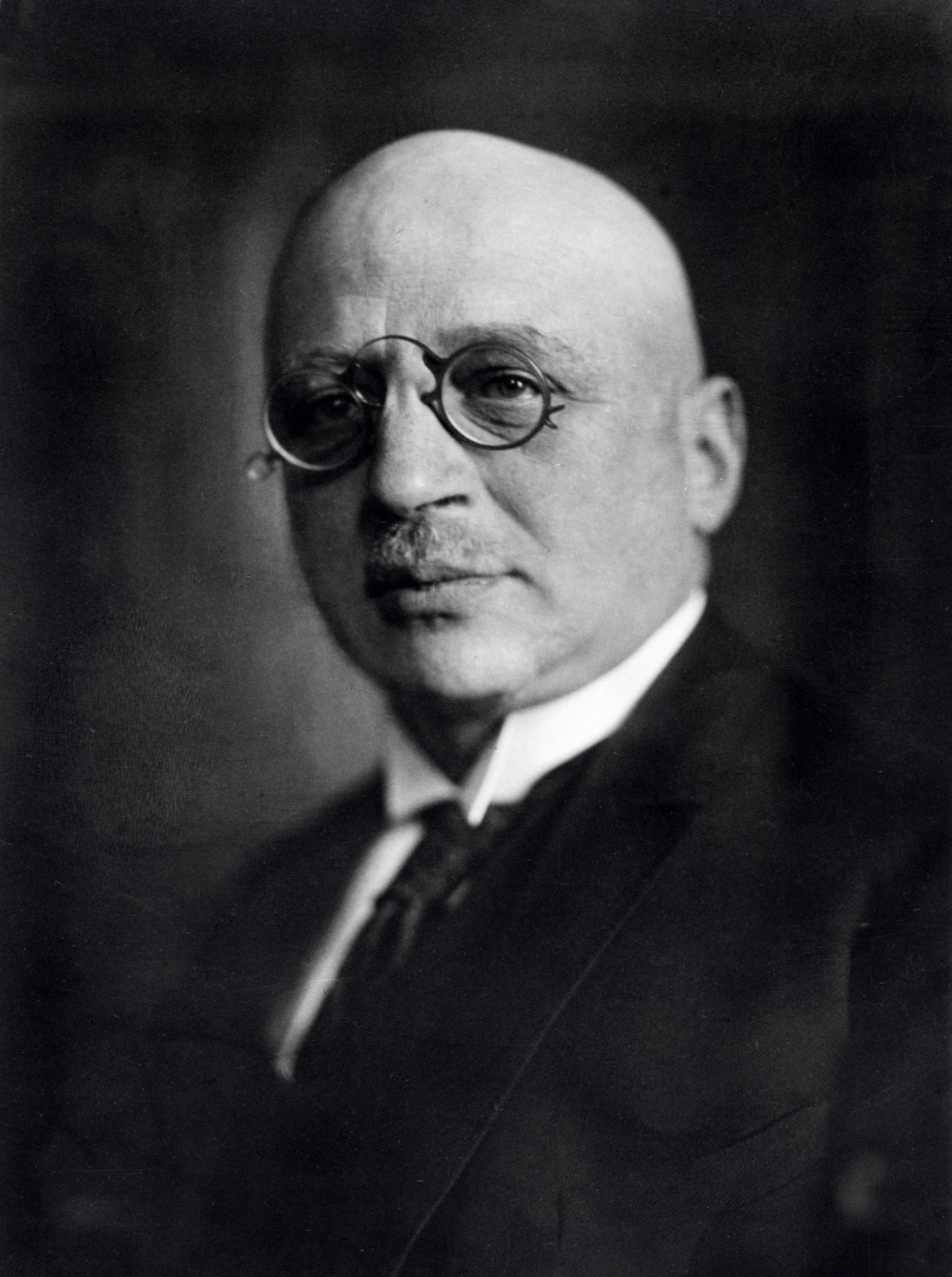
Fritz Haber (1918)

Fritz Jakob Haber, auch Fritz Jacob Haber (* 9. Dezember 1868 in Breslau; † 29. Januar 1934 in Basel), war ein deutscher Chemiker und Nobelpreisträger für Chemie. Als Gründungsdirektor leitete er 22 Jahre lang das Kaiser-Wilhelm-Institut für physikalische Chemie und Elektrochemie in Berlin, das heute seinen Namen trägt.
Sein wissenschaftliches Werk umfasst Beiträge zur Thermochemie, der Organischen Chemie, der Elektrochemie und der Technischen Chemie. Zusammen mit Max Born entwickelte Haber den Born-Haber-Kreisprozess zur quantitativen Ermittlung der Gitterenergie in Kristallen.
Habers Versuche mit Phosgen und Chlorgas kurz nach dem Beginn des Ersten Weltkriegs machten ihn zum „Vater des Gaskriegs“. Unter seiner Leitung wurden die deutschen Gastruppen formiert und später erstmals Giftgas als Massenvernichtungswaffe eingesetzt. Später erforschte er die Möglichkeiten zur Gewinnung von Gold aus Meerwasser, um die deutschen Reparationszahlungen nach dem Ersten Weltkrieg zu finanzieren.
Seine Arbeiten zur katalytischen Synthese von Ammoniak aus den Elementen Stickstoff und Wasserstoff legten den Grundstein für das Haber-Bosch-Verfahren. Dies ermöglichte die Massenproduktion von Stickstoffdünger und damit die Ernährung eines großen Teils der Weltbevölkerung. Dafür erhielt er 1918 den Nobelpreis für Chemie.
Nach der Machtergreifung der Nationalsozialisten im Januar 1933 wurde Fritz Haber durch das Berufsbeamtengesetz gezwungen, seine jüdischen Mitarbeiter zu entlassen. Aus Protest ließ er sich in den Ruhestand versetzen. Im August 1933 verließ er Deutschland. Chaim Weizmann bot ihm an, künftig in Palästina zu arbeiten. Im November 1933 emigrierte Haber nach England. Wenige Monate später starb er in einem Hotel in Basel.

## Leben

### Herkunft und Schulzeit
Fritz Haber wurde als Sohn des jüdischen Ehepaares Paula (1844–1868) und Siegfried Haber (1841–1920) in Breslau geboren. Obwohl Haber in Breslau ein gebräuchlicher Familienname ist, geht die Familie auf einen Urgroßvater zurück, Pinkus Selig Haber, der ein Wollhändler aus Kempen (heute Kępno, Polen) war. Ein wichtiges preußisches Edikt vom 13. März 1812 bestimmte, dass Juden und ihre Familien, darunter auch Pinkus Haber, „wie Ortsbürger und Bürger Preußens zu behandeln“ seien. Durch diese Regelung konnten sich Mitglieder der Familie Haber in angesehenen Positionen in Wirtschaft, Politik und Recht etablieren.
Seine Eltern Paula und Siegfried Haber waren Cousins ersten Grades, die trotz erheblichen Widerstands ihrer Familien heirateten. Sein Vater führte ein bekanntes Handelsgeschäft für Stoffe, Farben, Lacke und Drogen. Er war einer der größten Importeure von natürlichem Indigo in Deutschland, und Fritz Haber selbst veröffentlichte später über die Indigoreaktion. Bei seiner Geburt traten schwere Komplikationen auf, und seine Mutter starb drei Wochen später. Sein Vater heiratete in zweiter Ehe Hedwig Hamburger (1857–1912). Aus der Verbindung gingen Habers Halbschwestern
Else, Helene und Frieda hervor. Der Gegensatz der Temperamente von Vater, „gänzlich phantasieloser Geschäftsmann“, und Sohn „von sprudelndem unbekümmerten Temperament“, führte im späteren Leben zu nie überbrückten Spannungen zwischen beiden.
In seiner Jugend hatte Fritz Haber ein Faible für das Theater und später für alles Theatralische, er schrieb Verse und las zur Entspannung Krimis. Sein Zugang zur Literatur war der eines Intellektuellen, so plante er einmal mit seinem Freund Richard Willstätter eine Ferienreise, die auf Bibelzitaten beruhte.
Haber besuchte erst das humanistische Johannesgymnasium Breslau und anschließend das Gymnasium St. Elisabeth mit altsprachlicher und mathematischer Ausrichtung. Chemie als eigenständiges Fach war nicht vorgesehen. Nach dem Abitur absolvierte er eine kaufmännische Lehre.

### Studienzeit
Ab 1886 studierte Haber zunächst ein Semester lang Chemie an der Berliner Friedrich-Wilhelms-Universität, wo er bspw. Vorlesungen von August Wilhelm von Hofmann besuchte. Hier wurde er beim Akademisch-naturwissenschaftlichen Verein aktiv. Bereits nach einem Semester wechselte Haber an die Ruprecht-Karls-Universität Heidelberg, zu Robert Wilhelm Bunsen. Er schloss sich einer Studentenverbindung an, dem Naturwissenschaftlichen Verein Studierender, der nach dem Ersten Weltkrieg mit der schwarzen schlagenden Verbindung Karlsruhensia Heidelberg im Miltenberger Ring fusionierte.
1888/1889 unterbrach Haber sein Studium und absolvierte in Breslau seinen Militärdienst als Einjährig-Freiwilliger, beim Feldartillerie-Regiment von Peucker (1. Schlesisches) Nr. 6. Gemäß der Beförderungsstatuten für Offiziersanwärter der Reserve erreichte er nach einigen Monaten den Dienstgrad eines Vizewachtmeisters.

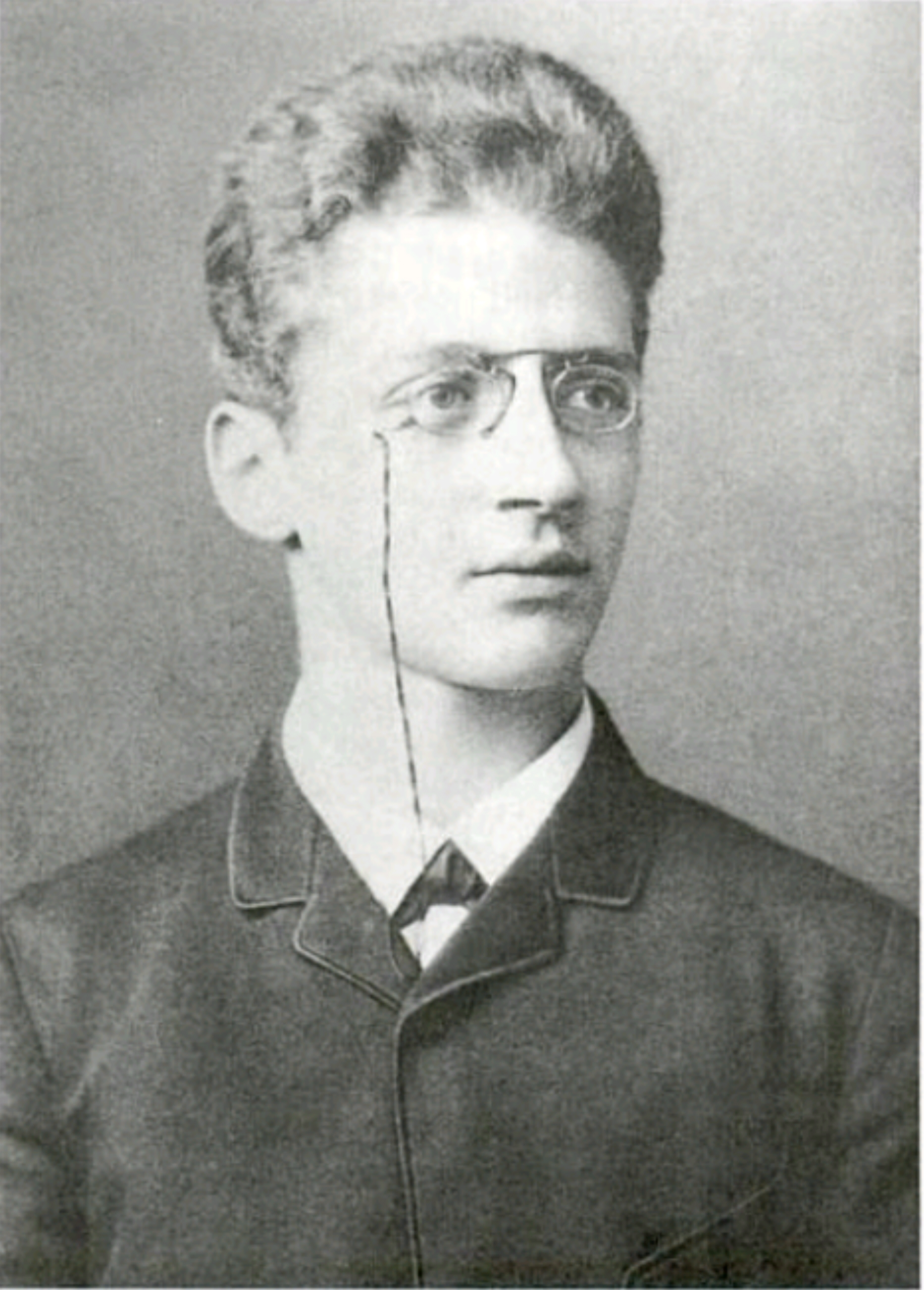
Fritz Haber 1891, im Alter von 22 Jahren

Nach seinem Ausscheiden aus dem Militär setzte Haber sein Studium fort. Im Oktober 1889 wechselte er erneut nach Berlin, diesmal an die junge TH Charlottenburg-Berlin. Er wechselte in den Arbeitskreis Carl Liebermanns, wo er seine Dissertation in Organischer Chemie zum Thema Ueber einige Derivate des Piperonals anfertigte und im Jahr 1891 promoviert wurde. Er setzte seine Studien zunächst an der ETH Zürich im Arbeitskreis von Georg Lunge, einem Freund der Familie Haber, und in Jena bei Ludwig Knorr fort. Seine Versuche, als Assistent im Arbeitskreis von Wilhelm Ostwald aufgenommen zu werden, scheiterten jedoch.

### Konversion zum Protestantismus
Beim Militärdienst war Habers anstehende Beförderung zum Leutnant der Reserve an seinem jüdischen Glauben gescheitert. Obwohl ihn sein Kommandeur dem Offizierskorps des Regiments zur Offizierwahl vorgeschlagen hatte, verweigerten ihm die Offiziere die Kooptation, weil Haber den geforderten Übertritt zum Christentum ablehnte. Damit erging es Haber ähnlich wie vielen anderen jüdischen Zeitgenossen. Zwei Jahre nach Haber wurde beispielsweise auch Walther Rathenau, der später Habers Arbeiten zur Salpeter- und Munitionsherstellung loben sollte, aus religiösen Gründen die Beförderung zum Offizier verweigert.
Im November 1892 konvertierte Haber zum Protestantismus. Die Gründe dafür sind unbekannt. Möglicherweise wollte er mit diesem Schritt weiteren Diskriminierungen in seinem Berufsleben vorbeugen. Aufgrund des herrschenden Antisemitismus blieb ungetauften Juden bis zum Ende des Deutschen Kaiserreichs in der Regel eine Karriere im höheren Staatsdienst, in der Justiz oder an den Universitäten verschlossen. Der mit Haber erst Jahre nach dessen Taufe bekannt gewordene Mediziner Rudolf Stern behauptete dagegen privat-religiöse Motive. Die Konversion sei zu einem Zeitpunkt erfolgt, als Haber noch keine akademische Karriere angestrebt habe, sondern in das Familiengeschäft habe einsteigen wollen. Haber stand möglicherweise auch unter dem Eindruck der Zurückweisung der antisemitischen Einstellung Heinrich von Treitschkes im nachhallenden Berliner Antisemitismusstreit durch den prominenten Historiker Theodor Mommsen (1880). Er widmete sich auch leidenschaftlich dem Studium der griechischen Philosophie und speziell Platons.

### Tätigkeiten in Karlsruhe

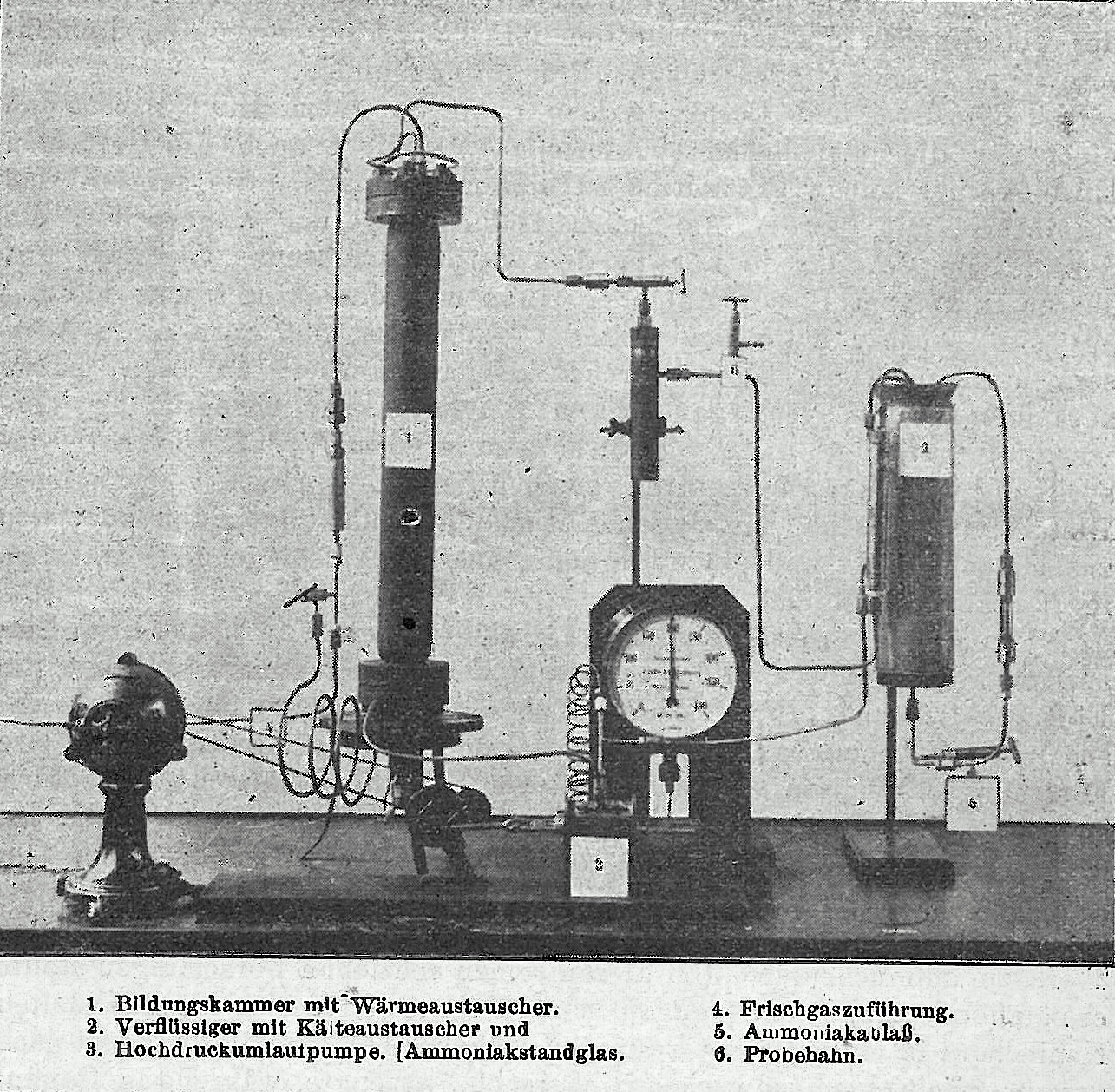
Habers Versuchsaufbau für Ammoniaksynthese in Karlsruhe aus Chemiker-Zeitung vom 5. April 1910

Nach kurzen Tätigkeiten in der chemischen Industrie und an Hochschulen trat Haber im Jahr 1894 eine Assistentenstelle am Institut für Physikalische Chemie der Technischen Hochschule Karlsruhe bei Hans Bunte an und habilitierte sich dort im Jahr 1896. Zwei Jahre später veröffentlichte er das Lehrbuch Grundriß der praktischen Elektrochemie und wurde im Jahr 1898 in Karlsruhe zum außerordentlichen Professor für Technische Chemie ernannt.
Ab dem Jahr 1904 befasste Haber sich mit der katalytischen Bildung von Ammoniak, was schließlich zur Entwicklung des Haber-Bosch-Verfahrens führte.
Im Jahr 1905 erschien sein Lehrbuch Thermodynamik technischer Gasreaktionen, das die Grundlagen für die späteren thermochemischen Arbeiten enthielt. Im Jahr 1906 erhielt er als Nachfolger von Max Le Blanc den Ruf auf den Lehrstuhl für Physikalische und Elektrochemie in Karlsruhe.

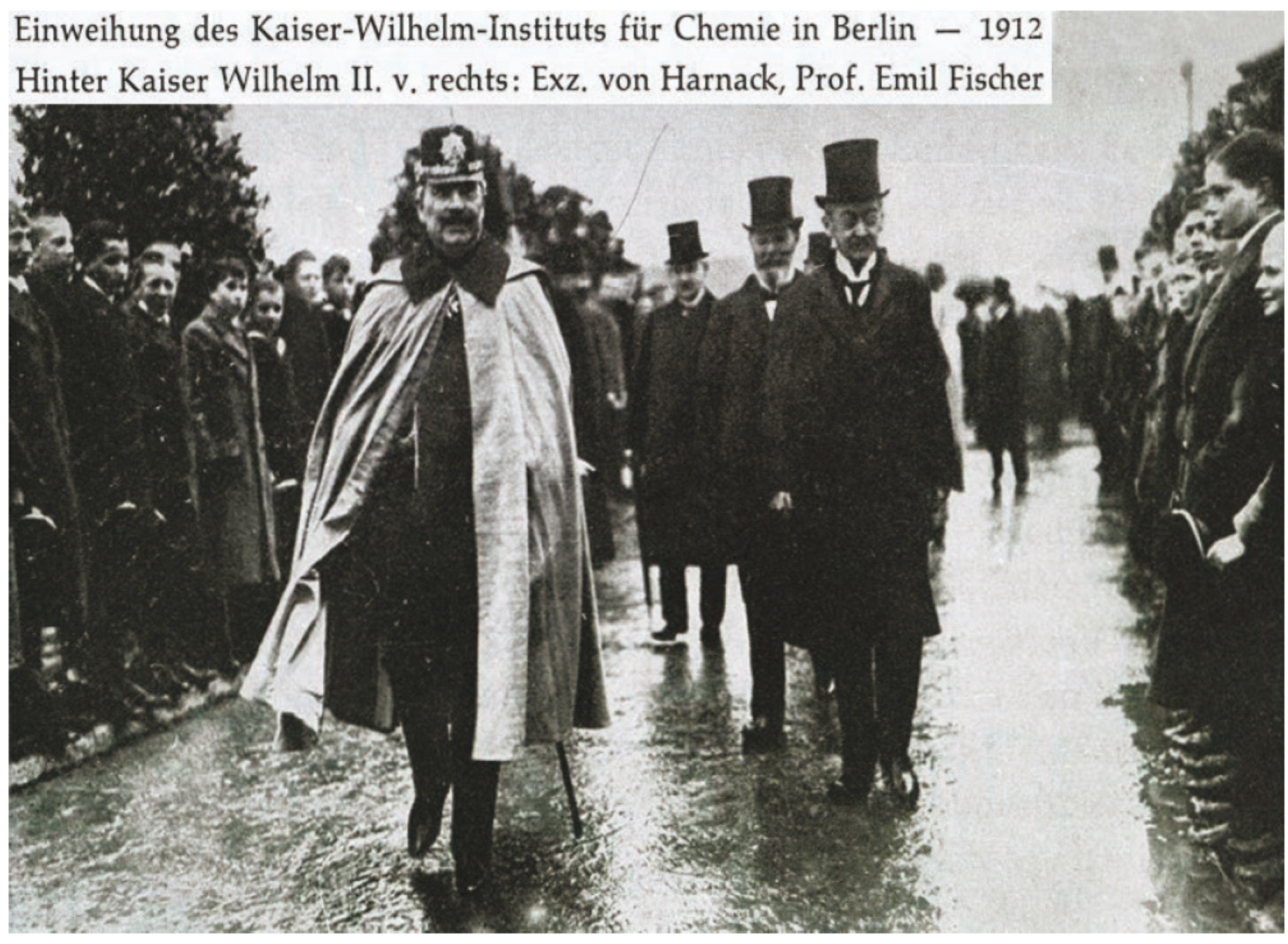
Kaiser Wilhelm II. auf dem Weg zur Einweihung der ersten beiden Kaiser-Wilhelm-Institute in Berlin (Oktober 1912). Hinter dem Kaiser, mit Zylindern, von rechts: Adolf Harnack (Präsident der Kaiser-Wilhelm-Gesellschaft), Emil Fischer, Fritz Haber.

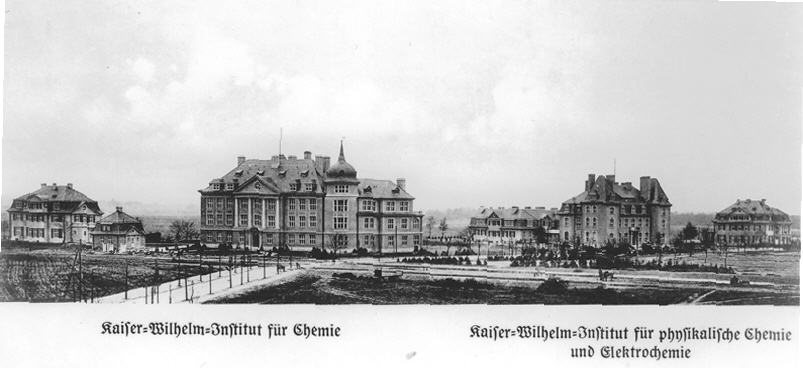
Die Kaiser-Wilhelm-Institute für Chemie sowie für physikalische Chemie und Elektrochemie in Berlin-Dahlem (Oktober 1912)

### Kaiser-Wilhelm-Institut für physikalische Chemie und Elektrochemie
1911 wurde Haber zum Gründungsdirektor des Kaiser-Wilhelm-Instituts für physikalische Chemie und Elektrochemie in Berlin-Dahlem und zum ordentlichen Honorarprofessor für Physikalische Chemie an der Universität Berlin berufen. Habers Institut und das Kaiser-Wilhelm-Institut für Chemie waren die ersten beiden Kaiser-Wilhelm-Institute. Sie wurden am 23. Oktober 1912 im Beisein des Kaisers zusammen eröffnet.
Das Kaiser-Wilhelm-Institut für physikalische Chemie und Elektrochemie erlangte unter Habers Leitung einen internationalen Ruf. Bedeutende Forschungsergebnisse  wurden erzielt, zum Beispiel die Entdeckung und die Reindarstellung von para-Wasserstoff durch Karl-Friedrich Bonhoeffer und Paul Harteck im Jahr 1929. Dieses Institut ist heute als Fritz-Haber-Institut der Max-Planck-Gesellschaft nach ihm benannt.
In den Jahren 1914 bis 1915 war Haber auch Vorsitzender der Deutschen Physikalischen Gesellschaft, in die er 1909 aufgenommen worden war.

### Planer des Gaskrieges im Ersten Weltkrieg
Haber meldete sich bei Kriegsausbruch 1914 freiwillig und war als wissenschaftlicher Berater im Kriegsministerium mit Forschungen zur Einsparung beziehungsweise Herstellung von Explosivstoffen sowie der Entwicklung neuer Produktionsverfahren zur Synthese von Ersatzstoffen kriegswichtiger Rohstoffe befasst, den sogenannten „Kriegschemikalien“ wie Salpeter, dessen Einfuhr aus Chile durch die englische Seeblockade zum Stillstand gekommen war.
Habers Forschungen ermöglichten den Einsatz der Giftgase Chlor und Phosgen als Kriegswaffen im Ersten Weltkrieg. War es ursprünglich um die Entwicklung eines Reizgases gegangen, das Nebenwirkung eines sonst voll funktionsfähigen Sprenggeschosses sein sollte, hatte der Chef des Generalstabes, Erich von Falkenhayn, im Dezember 1914 die Chemiker angewiesen, einen Stoff zu finden, der Menschen dauerhaft kampfunfähig machen würde. Haber wies die Oberste Heeresleitung (OHL) auf Chlor hin, das aus Stahlflaschen auf den Feind abgeblasen werden sollte. Er maß offenbar der Gaswaffe einen taktischen Wert bei, die wieder Bewegung in den Stellungskrieg bringen, den Krieg verkürzen und damit Menschenleben retten sollte. Gift als Kriegswaffe war jedoch seit 1899 durch die Haager Landkriegsordnung verboten, die das Deutsche Reich 1910 ratifiziert hatte. Nach seinem Plan und unter seiner Aufsicht wurde Anfang 1915 eine Spezialtruppe für den Gaskampf gebildet, aus der im Frühjahr die Pionierregimenter Nr. 35 und 36 hervorgingen. In den Gastruppen dienten unter anderem James Franck, Otto Hahn, Gustav Hertz, Wilhelm Westphal, Erwin Madelung und Hans Geiger.
Ab Februar 1915 überwachte Haber persönlich an vorderster Front die Vorbereitungen für den ersten deutschen Gasangriff bei Ypern. Er bestimmte selbst die Stellen, wo die Gasflaschen vergraben werden sollten. Am 22. April 1915 gegen 18 Uhr erfolgte der Angriff zum Auftakt der Zweiten Flandernschlacht. Insgesamt wurden 150 Tonnen Chlorgas nach dem sogenannten Haberschen Blasverfahren eingesetzt. Haber wurde offenbar wenige Tage später zum Hauptmann (ohne Bezüge) befördert, als sich die OHL für den Ausbau der Gaswaffe entschied und Haber damit betraute. Als bisheriger Artillerie-Vizewachtmeister d. L. übersprang Haber damit gleich mehrere Dienstgrade des preußisch-deutschen Heeres und wechselte zudem die Waffengattung, indem er sofort in das am 27. April aufgestellte Pionier-Regiment Nr. 35 eingereiht wurde. Der Historikerin Margit Szöllösi-Janze zufolge erhielt die chemische Kriegführung mit Habers Engagement eine neue Qualität. „Mit dem ersten deutschen Chlorgasangriff […] eröffnete Haber […] ohne Zweifel die Geschichte der modernen C-Waffen. Gas wurde zum ersten Massenvernichtungsmittel der Weltgeschichte“.
Im Verlauf des Ersten Weltkriegs übernahm Haber die wissenschaftliche Verantwortung für das gesamte Kampfgaswesen.
Er argumentierte nach Kriegsende, der chemische Krieg sei nicht grausamer, sondern humaner als der sonst geführte Krieg. Vor Offizieren des Reichswehrministeriums erklärte er im November 1920: „Die Gaskampfmittel sind ganz und gar nicht grausamer als die fliegenden Eisenteile; im Gegenteil, der Bruchteil der tödlichen Gaserkrankungen ist vergleichsweise kleiner, die Verstümmelungen fehlen und hinsichtlich der Nachkrankheiten […] ist nichts bekannt, was auf ein häufiges Vorkommen schließen ließe.“

### Nach dem Ersten Weltkrieg
Nach dem Ersten Weltkrieg wurde Haber aufgrund des Verstoßes gegen die Haager Landkriegsordnung von den Alliierten zeitweilig als Kriegsverbrecher gesucht und floh vorübergehend in die Schweiz.

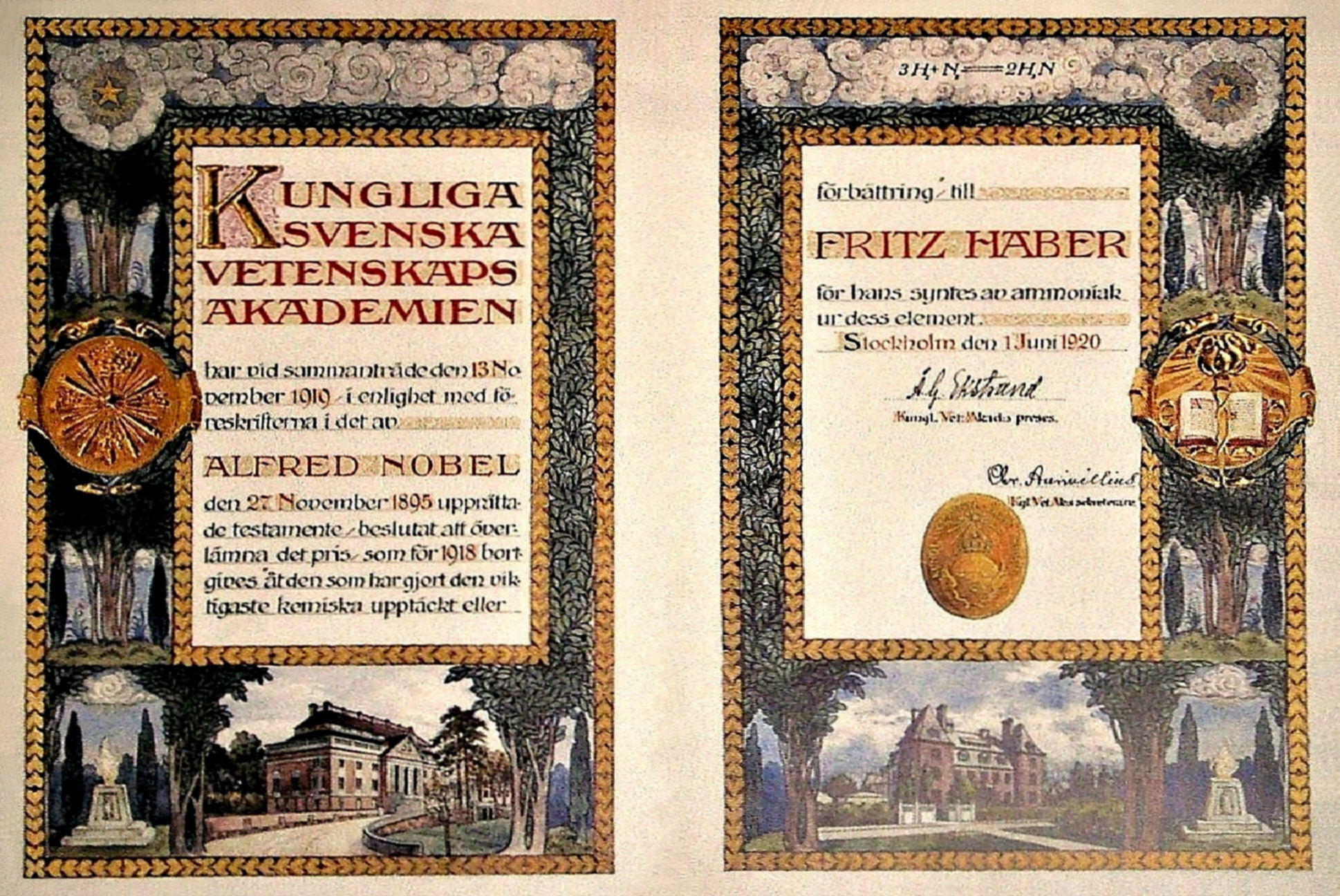
Nobelpreisurkunde für Fritz Haber

Für die Erfindung des Haber-Bosch-Verfahrens wurde Haber im Jahr 1919 nachträglich der Nobelpreis für Chemie des Jahres 1918 zugesprochen. Schon seit 1912 war er jedes Jahr für den Nobelpreis nominiert worden. Die Bekanntgabe der Preisverleihung im November 1919 stieß vor allem in Frankreich und Belgien auf Kritik, deren Presse die Ehrung des „Erfinders des Gaskrieges“ für skandalös hielt. In Schweden wurde hervorgehoben, dass Habers preisgekrönte Entdeckung der Ammoniaksynthese dazu geführt habe, dass Deutschland den Krieg so lange habe führen können. Wissenschaftler der alliierten und assoziierten Staaten erinnerten an Habers Unterzeichnung des Manifests der 93 im Jahr 1914. Bei der Kandidatenkür des Nobelpreiskomitees spielten solche Überlegungen allerdings keine Rolle. Carl Bosch erhielt den Chemie-Nobelpreis 1931.
Ab 1919 wurde das Haber-Kolloquium, sein Forschungsseminar, zu einem Anziehungspunkt für Wissenschaftler aus ganz Europa. Habers Beiträge fielen dabei durch Klarheit, Abstraktionsvermögen und große Konzentrationsfähigkeit (bei wissenschaftlichen wie nichtwissenschaftlichen Themen), Witz und eine satirische Ader auf. Er konnte sich mit gleicher Geistesschärfe und Kenntnis zu Vortragsthemen des Kolloquiums vom Wasserstoffatom bis zum Floh äußern. Haber war an seinem Institut offen für ausländische Studenten und Wissenschaftler, so war die Hälfte der Wissenschaftler an seinem Institut 1929 in Dahlem aus dem Ausland. Viele herausragende Physikalische Chemiker der ersten Hälfte des 20. Jahrhunderts begannen bei ihm ihre Karriere.
Ab 1919 versuchte Haber sechs Jahre lang vergeblich, aus dem Meer Gold zu gewinnen, um die deutschen Reparationen zu bezahlen. Dazu nahm er im Juli 1923 an einer Hapag-Schiffsexpedition von Hamburg nach New York teil. Obwohl kein wirtschaftlicher Prozess zur Goldgewinnung gefunden wurde, konnten die Nachweismethoden extrem verbessert werden. Die Nachweisgrenze wurde auf 1 ng Gold pro Kilogramm verbessert.
Fritz Haber war seit Gründung der I.G. Farben 1925 bis 1932 in deren Aufsichtsrat. Im Jahr 1926 wurde er zum Mitglied der Leopoldina gewählt. Nachdem er Japan bereist hatte, wirkte Fritz Haber im Jahr 1926 maßgebend an der Gründung des Japan-Instituts mit. Dieses sollte dem Aufbau und der Pflege der Beziehungen zwischen Deutschland und Japan im wissenschaftlichen und kulturellen Bereich dienen. Zwischen 1922 und 1933 war er Mitglied des Senats der Kaiser-Wilhelm-Gesellschaft zur Förderung der Wissenschaften.

### Habers Protest gegen das Berufsbeamtengesetz
Nach der Machtergreifung am 30. Januar 1933 setzten die Nationalsozialisten ihre „Arierparagraphen“ durch, insbesondere das Berufsbeamtengesetz vom 7. April 1933, das auch die Kaiser-Wilhelm-Institute betraf. Für Haber bedeutete es, zwölf seiner 49 Mitarbeiter entlassen zu müssen. Er selbst war formal nicht betroffen, da er als Veteran des Ersten Weltkriegs mit Fronteinsatz unter eine Ausnahmeregelung fiel. Er versuchte die Entlassungen hinauszuzögern, damit die Betroffenen noch Zeit hatten, ihre Situation zu regeln. Am 29. April entließ Haber seine Assistenten Ladislaus Farkas und Leopold Frommer. Am nächsten Tag schrieb er aus Protest gegen das Gesetz Rücktrittsgesuche an den Präsidenten der Kaiser-Wilhelm-Gesellschaft Max Planck und an den preußischen Kultusminister Bernhard Rust, in denen er seine Absicht erklärte, zum 1. Oktober als Institutsdirektor und als Universitätsprofessor zurückzutreten.
Danach bemühte er sich weiterhin um Stellen für jüngere jüdische Wissenschaftler aus seinem Umfeld im Ausland und unterstützte sie teilweise aus seiner privaten Stiftung. Einige wanderten nach Palästina aus, so Ladislaus Farkas, der 1936 Professor für Physikalische Chemie an der Hebräischen Universität wurde, ein Lehrstuhl, der ursprünglich für Haber geschaffen worden war. Haber unterstützte auch die Sekretärinnen Rita Crakauer und Irene Sackur. Rita Crakauer war ab 1917 seine Sekretärin gewesen, sie wurde als das Gedächtnis und die Seele des Kaiser-Wilhelm-Instituts bezeichnet.

### Haber und Chaim Weizmann

#### Erste Kontakte mit Weizmann

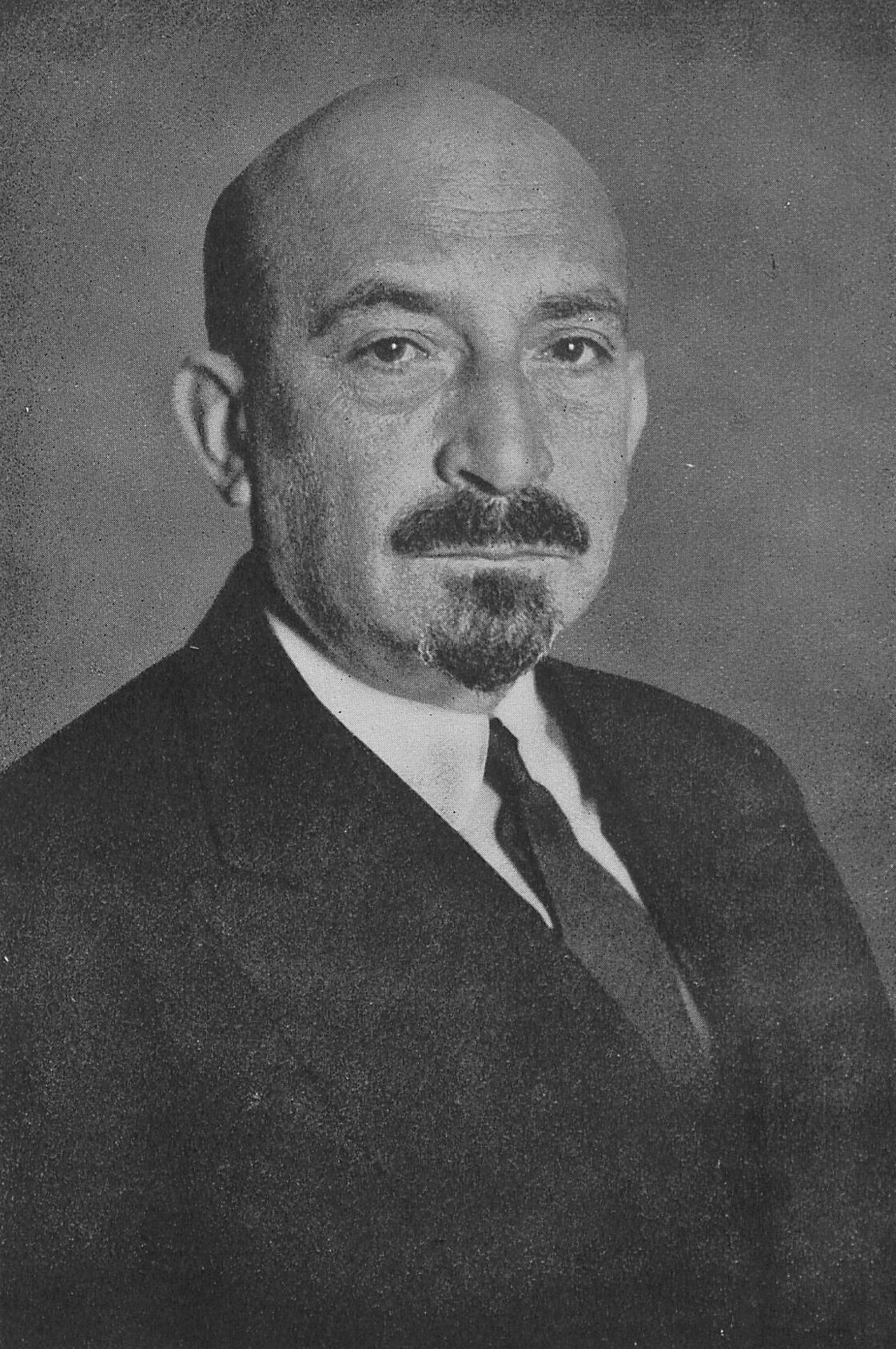
Chaim Weizmann (vor 1926)

Chaim Weizmann, der in England während des Ersten Weltkriegs durch seine Beiträge zur Munitionsherstellung (Aceton-Synthese für Kordit) sehr einflussreich geworden war, war ein überzeugter Zionist. Er war im Jahr 1917 einer der Architekten der Balfour-Deklaration und von 1921 bis 1931 Präsident der Zionistischen Weltorganisation. Damit befand er sich zunächst in einem schroffen Gegensatz zu Haber, der ein deutscher Patriot und lange Zeit ein Antizionist war. Im Jahr 1921 riet Haber in Briefen seinem Freund Albert Einstein davon ab, Weizmann bei einer USA-Reise nach der Inauguration des neuen Präsidenten Warren G. Harding zu begleiten und dort für die zionistische Sache zu werben. Weizmann empörte sich, als er davon erfuhr. Haber sah einen Kontakt mit Harding, wie er an Einstein schrieb, als Akt der Disloyalität gegenüber den im Ersten Weltkrieg auf deutscher Seite gefallenen Juden, da mit der Amtsübernahme von Harding als Nachfolger von Woodrow Wilson die Hoffnung auf eine Abmilderung der harschen Regeln des in Verhandlung befindlichen Versailler Vertrages erloschen. Habers Anliegen blieb vergeblich, Einstein lehnte es in einem Antwortbrief brüsk ab.
Erst nach dem Aufstieg der Nationalsozialisten, durch den das jüdische Leben in Deutschland bedroht war, kam es zu einer Annäherung zwischen Haber und Weizmann. Eine vermittelnde Rolle spielten Josef Blumenfeld, Schwager von Weizmann und Chemiefabrikant in Paris, und Fritz Habers Sohn  Hermann Haber, der in der Firma von Blumenfeld als Chemiker arbeitete und eine viel stärkere jüdische Identität fühlte als sein Vater. Weizmann und Haber trafen sich zum ersten Mal persönlich 1932 in London, wo Weizmann zu seiner eigenen Überraschung im Gespräch einen positiven Eindruck von Haber gewann. In der Folge begann ein Briefwechsel, der bis zu Habers Lebensende aufrechterhalten wurde. Das zweite Treffen fand im Dezember 1932 in Berlin statt, als Weizmann auf Einladung von Haber das Kaiser-Wilhelm-Institut für physikalische Chemie und Elektrochemie in Dahlem besuchte, das ihm als Vorbild für das spätere Weizmann-Institut dienen sollte.

#### Pläne für Palästina
Am 5. August 1933 verließ Haber Deutschland, ohne zu wissen, dass er nicht mehr zurückkehren würde. Sein Ziel war Santander, wo er an den Vorbereitungen des für 1934 geplanten IUPAC-Kongresses teilnehmen wollte. Begleitet wurde er von seinem Freund Richard Willstätter. Am 10. August trafen sie auf der Durchreise Weizmann und dessen Assistenten Ernst David Bergmann in Paris. Weizmann sprach detailliert über sein geplantes Institut in Palästina. Er schlug Haber und Willstätter vor, sich ihm dort anzuschließen. Außerdem bot er an, seine Kontakte zum britischen Außenministerium zu nutzen, um Haber dabei zu helfen, Deutschland ohne Entrichtung der obligatorischen Reichsfluchtsteuer verlassen zu können. Haber verstand das Angebot so, dass er regelmäßig die Winterzeit in Palästina verbringen sollte, um dort Weizmann zu unterstützen. Er war aufgeschlossen, wollte aber vor einer Zusage Palästina persönlich besuchen, um sich ein Bild zu machen. Willstätter wollte Deutschland nicht verlassen und lehnte ab. Weizmann machte mit Vermittlung von Haber auch Angebote an weitere Chemiker in Deutschland, sich dem Aufbau des Weizmann-Instituts anzuschließen.
Haber schrieb in einem Brief an Einstein, sich nie jüdischer gefühlt zu haben als in der jetzigen Zeit. Einstein gratulierte ihm, dass seine „Liebe zum blonden Biest“ etwas abgekühlt sei, riet ihm aber von einer Reise nach Palästina dringend ab (Einstein hatte sich inzwischen mit Weizmann über Fragen im Zusammenhang mit der Hebräischen Universität Jerusalem und dem Zionismus zerstritten). Haber empfand die Antwort Einsteins als „schrecklichen Brief“, symptomatisch für die gegenwärtige „Apokalypse des Misstrauens“ unter Juden.
Da er Weizmann vor seinem Aufenthalt in Palästina noch einmal treffen wollte, reiste Haber im August 1933 zu ihm in die Schweiz, obwohl seine Ärzte – darunter Rudolf Stern – ihn wegen seines Herzleidens vor Aufenthalt in großen Höhen gewarnt hatten. In Zermatt drängte er Weizmann, den 18. Zionistenkongress in Prag zu besuchen, was dieser zunächst wegen politischer Konflikte nicht wollte. In einer Rede, die Weizmann in seinen Memoiren wiedergab, zog Haber eine Lebensbilanz und verglich sich mit Weizmann. Er sagte, er habe ganze Industrien gegründet und sei einer der angesehensten und mächtigsten Männer Deutschlands gewesen – mehr als ein Oberbefehlshaber der Armee oder ein Industrieller. Damit reiche er aber nicht an Weizmann heran, der die Würde des jüdischen Volkes wiederherstelle und in Palästina aus dem Nichts etwas zu schaffen versuche. Seiner Einschätzung nach werde Weizmann erfolgreich sein. Er selber stehe am Ende seines Lebens dagegen vor dem persönlichen Bankrott. Nach dem Treffen mit Weizmann erlebte er einen gesundheitlichen Zusammenbruch. Er erholte sich in der Schweiz in einem Sanatorium, blieb aber gesundheitlich angeschlagen.

### Emigration nach England
Im November 1933 emigrierte Haber nach England. William Jackson Pope, an den er sich zuvor brieflich um Hilfe gewandt hatte, hatte ihn eingeladen, an der Universität Cambridge zu lehren. In Cambridge blieb Haber mit Weizmann in Kontakt, der sich weiter für ihn einsetzte, insbesondere als bekannt wurde, dass den Nationalsozialisten Habers Treffen in London und anti-nationalsozialistische Äußerungen bekannt wurden. Sie drängten Max Planck als Präsident der Kaiser-Wilhelm-Gesellschaft, eine Stellungnahme Habers einzufordern. Haber erklärte, dass er zwar Liberaler sei, aber keine politische Aktivitäten entfalte. Damals verhandelte Haber noch um eine Emigration ohne obligatorische Vermögensabgaben. Seine finanzielle Zukunftsplanung war noch stärker bedroht, nachdem er im Dezember 1933 über seinen Anwalt erfuhr, dass die IG Farben ihm drohten, die Verbindung zu kappen, falls er eine Stellung an einer Universität in einem Land der ehemaligen Kriegsgegner annähme, was seine Verhandlungen mit den nationalsozialistischen Behörden verkomplizierte. Nachdem Carl Bosch ihm einen Brief mit Glückwünschen zum Geburtstag geschrieben hatte, bat Haber ihn in seinem Antwortbrief um Hilfe, wobei er annahm, Bosch habe von diesen Vorgängen keine Kenntnis.
In Cambridge veröffentlichte Haber mit seinem ehemaligen Assistenten Josef J. Weiss seine letzte wissenschaftliche Arbeit über die katalytische Zerlegung von Wasserstoffperoxid. Er hielt im Hotel ein Seminar mit ehemaligen Kollegen und Freunden. Im Januar 1934 hielt er in Cambridge seine letzte Vorlesung.

### Tod
Aufgrund seiner zunehmenden gesundheitlichen Probleme wurde Habers geplante Reise nach Palästina zurückgestellt. Er machte sein Testament, in dem er wünschte, nach Möglichkeit neben seiner ersten Frau Clara in Dahlem begraben zu werden. Haber traf Weizmann ein letztes Mal in London, als er schon sehr schwach war. Danach wollte er zur Erholung in ein Sanatorium bei Locarno. Beim Zwischenstopp in Basel bezog er ein Zimmer im Hotel Euler. Er traf dort noch seinen Sohn Hermann mit Ehefrau, seine Stiefschwester Else Freyhan, die ihn zuletzt oft begleitet hatte, und seinen Arzt Rudolf Stern mit Ehefrau. Haber starb am 29. Januar 1934 im Alter von 65 Jahren an einem Herzanfall im Hotel Euler.
In seinem Nachruf in Naturwissenschaften, Ausgabe 22 (1934) verglich ihn Max von Laue mit Themistokles:
„Themistokles ist in die Geschichte eingegangen nicht als der Verbannte [...], sondern als der Sieger von Salamis. Haber wird in die Geschichte eingehen als der geniale Erfinder, desjenigen Verfahrens, Stickstoff mit Wasserstoff zu verbinden.“

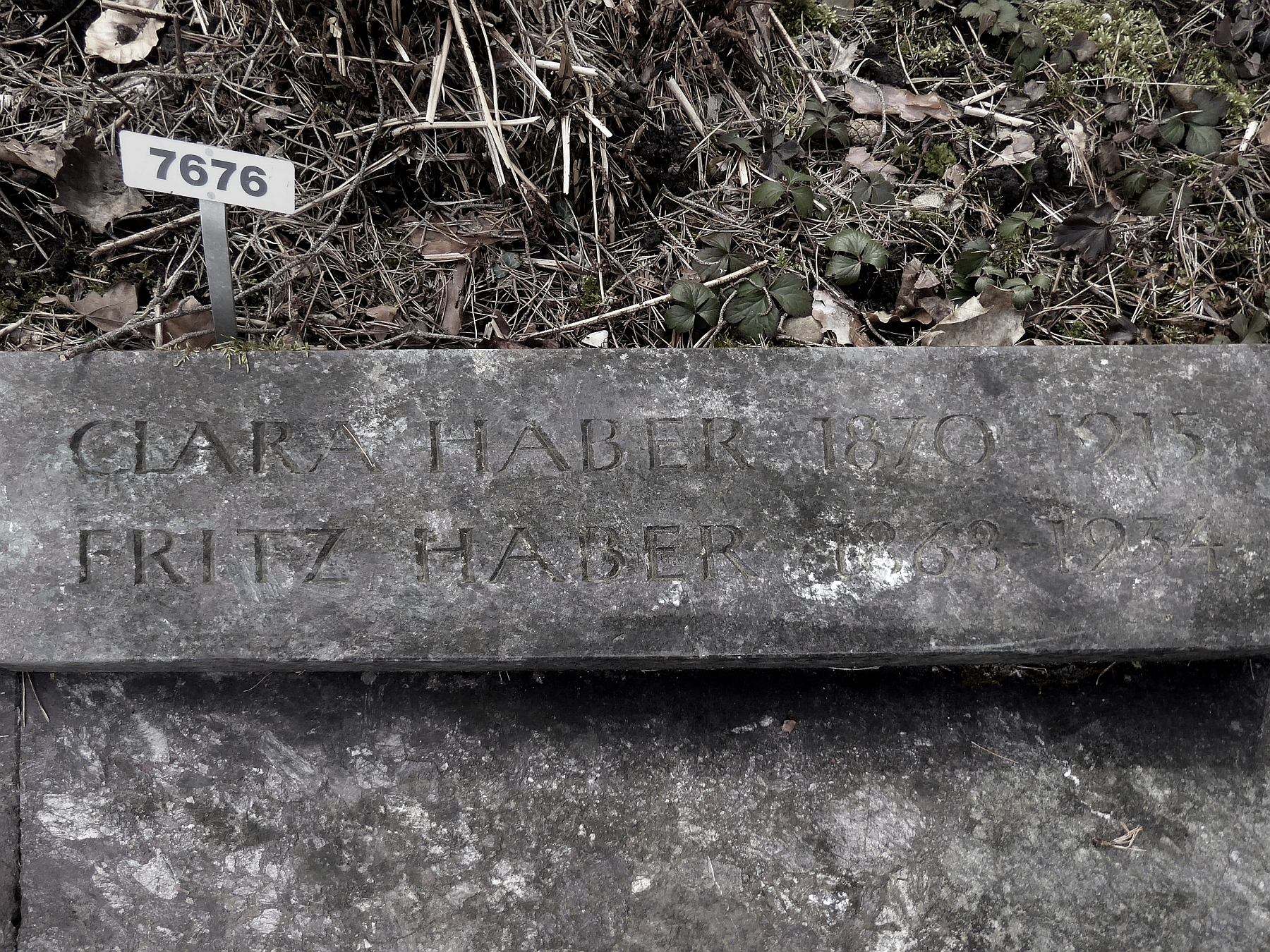
Grab auf dem Friedhof am Hörnli, Riehen, Basel-Stadt,

Habers Urne wurde auf dem Hörnlifriedhof in Basel beigesetzt. 1937 wurde die Urne seiner ersten Frau Clara auf Veranlassung ihres Sohnes in das Grab von Fritz Haber umgebettet.
Habers Tod verhinderte seine Rolle beim wissenschaftlichen Aufbau in Palästina sowohl beim Weizmann-Institut in Rehovot als auch an der Hebräischen Universität. Der Vorläufer des Weizmann-Instituts wurde im April 1934 gegründet, wobei Willstätter bei der Einweihung eine Rede hielt und an Haber erinnerte. Habers private Bibliothek bildete den Grundstock der Bibliothek im Weizmann-Institut. Habers Sekretärin Rita Crakauer war von 1935 bis 1948 Weizmanns Sekretärin am Weizmann-Institut. Weizmann selbst hatte zeitlebens die Fotos von Haber und Willstätter nebeneinander in seinem Büro.
Als im Harnack-Haus am 29. Januar 1935 eine Gedächtnisfeier für Haber abgehalten wurde, verbot der Erziehungsminister Bernhard Rust die Teilnahme von staatlichen Angestellten und Beamten und damit von vielen Professorenkollegen. Auch der Verein Deutscher Chemiker verbot seinen Mitgliedern die Teilnahme. Viele schickten stattdessen ihre Frauen. Einige setzten sich über das Verbot hinweg: Unter anderem Otto Hahn, Richard Willstätter, Lise Meitner, Max Delbrück, Fritz Straßmann und Hermann Franz Mark nahmen teil. Carl Bosch erschien mit allen verfügbaren Direktoren der I.G. Farben. Karl Friedrich Bonhoeffer durfte nicht teilnehmen und ließ seine Gedächtnisrede von Otto Hahn verlesen.

## Ehen und Kinder

### Ehe mit Clara Immerwahr

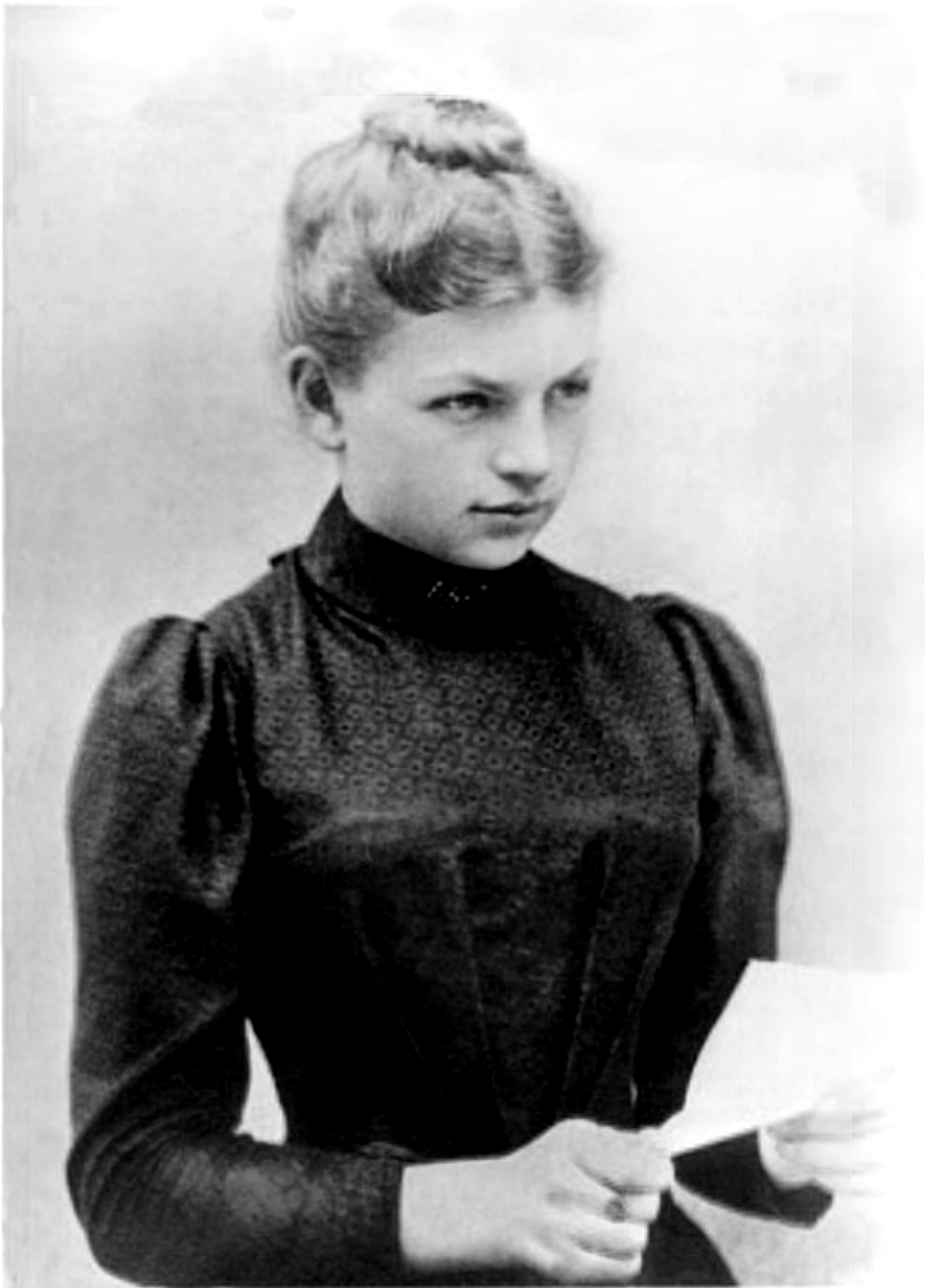
Clara Immerwahr im Alter von 20 Jahren

Am 3. August 1901 heiratete Haber Clara Immerwahr (1870–1915), die erste in Deutschland promovierte Chemikerin, die er bereits während seiner Abiturzeit kennengelernt hatte. Haber war damals Professor für Technische Chemie in Karlsruhe und 32 Jahre alt. Aus der Ehe ging im folgenden Jahr der Sohn Hermann Haber (1902–1946) hervor, der ebenfalls Chemiker wurde. Die Ehe verlief unglücklich.
Clara Haber empfand die Verwendung von Giftgas im Ersten Weltkrieg, für die ihr Mann als Wissenschaftler verantwortlich war, als Perversion der Wissenschaft. Am 1. Mai 1915, neun Tage nach dem ersten Giftgaseinsatz am 22. April, fand eine Abendgesellschaft in der Villa des Ehepaars Haber statt. Unter den Gästen war auch Charlotte Nathan, die später Habers zweite Ehefrau wurde. Am frühen Morgen des nächsten Tages erschoss sich Clara Haber mit der Dienstwaffe ihres Mannes im Garten des Hauses. Gerit von Leitner vermutet als Motiv einen Protest gegen den Giftgaseinsatz unter Leitung ihres Mannes. Margit Szöllösi-Janze kritisiert Leitners Quellenbasis als dünn und ihren Zugriff als selektiv. Bretislav Friedrich und Dieter Hoffmann argumentieren, dass Fritz Habers Liebeleien, der Tod naher Freunde Immerwahrs, die Schrecken des Gaskrieges und ihr eigenes unerfülltes Leben ihren Entschluss zum Suizid herbeigeführt hätten.

### Ehe mit Charlotte Nathan
Am 25. Oktober 1917 heiratete Fritz Haber in Berlin Charlotte Nathan (1889–1979), Generalsekretärin der Deutschen Gesellschaft 1914. Haber war bei der Eheschließung 48 Jahre alt, seine Frau war 21 Jahre jünger. Aus dieser zweiten Ehe gingen die Tochter Eva Charlotte und der Sohn Ludwig Fritz Haber hervor. 1927 wurde die Ehe geschieden. Charlotte Haber veröffentlichte im Jahr 1970 eine Autobiografie mit dem Titel Mein Leben mit Fritz Haber.

## Werk
Fritz Haber war in vielen Gebieten der Chemie als Forscher sowie als Wissenschaftsmanager tätig.

### Arbeiten zur Elektrochemie
Fritz Haber begann seine wissenschaftliche Karriere mit der Untersuchung elektrochemischer Methoden, etwa der Frage der Oxidation und Reduktion organischer Substanzen wie Nitrobenzol zu Phenylhydroxylamin. Neben den technischen Aspekten wie der Darstellung von Chemikalien untersuchte er dabei grundlegende elektrochemische Vorgänge wie die Auswirkung der Polarisation und des Elektrodenpotentials auf die chemischen Abläufe. Zwischen 1902 und 1908 veröffentlichte Haber verschiedene elektrochemische Abhandlungen, etwa über die elektrochemische Metallabscheidung oder das Kohleelement.
Neben den elektrochemischen Grundlagenuntersuchungen widmete er sich der Untersuchung technischer Probleme wie der anodischen Korrosion von erdverlegten Leitungsrohren. Er entwickelte sogenannte Tastelektroden zur Datensammlung und schlug die Passivierung durch schützende Oxidschichten als Lösung des Problems vor.

### Ammoniaksynthese

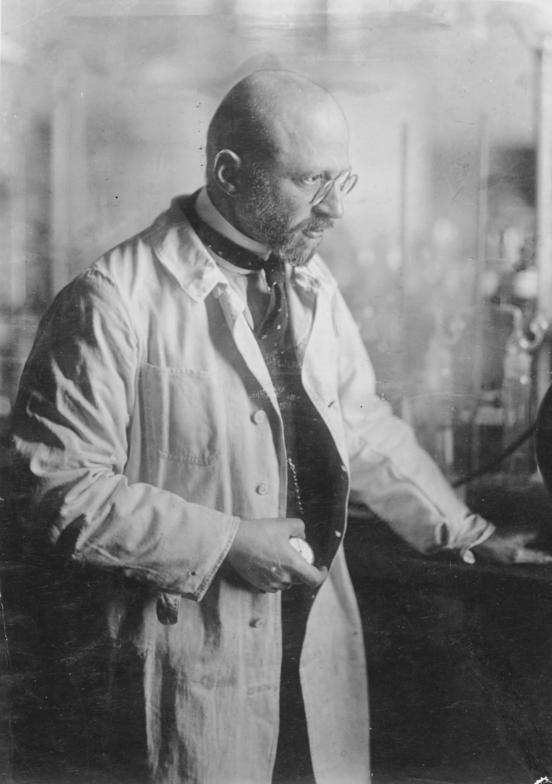
Fritz Haber, 1905

Seit der Mitte des 19. Jahrhunderts war bekannt, dass die Aufnahme von Stickstoff eine der Grundlagen für die Entwicklung von Nutzpflanzen ist. Es war bekannt, dass die Pflanze den elementaren Stickstoff nicht aus der Atmosphäre aufnimmt, sondern zum Beispiel aus Nitrat. In einer Rede vor der British Association for the Advancement of Science im Jahre 1898 drückte deren Präsident, Sir William Crookes, die Besorgnis aus, dass die zivilisierten Nationen vor der Gefahr stünden, nicht genügend Nahrungsmittel produzieren zu können. Gleichzeitig zeigte er einen möglichen Lösungsweg auf, die damals sogenannte Fixierung des Stickstoffs aus der Luft. Er nannte dies eine der großen Entdeckungen, die auf den Einfallsreichtum der Chemiker warten. Es war absehbar, dass die natürlichen Vorkommen von Chilesalpeter den ständig steigenden Bedarf an Stickstoffdünger nicht decken konnten. So stieß die Rede von Crookes auf breite Zustimmung, und die Umwandlung des Luftstickstoffs in eine von Pflanzen aufnahmefähige Verbindung, griffig als „Brot aus Luft“ definiert, wurde einer der Forschungsschwerpunkte der damaligen Zeit.
Fritz Haber begann im Jahr 1904 mit Versuchen zur Ammoniaksynthese (später nach ihm  Haber-Bosch-Verfahren genannt). Die gefundene Gleichgewichtskonstante für die Synthese aus den Elementen Stickstoff und Wasserstoff entsprach bei einer Temperatur von 1000 °C und Normaldruck einer Ausbeute von unter 0,01 % und war damit zu niedrig für einen technischen Prozess. Erst bei Temperaturen von unter 300 °C und einem geeigneten Katalysator hielt er die Überführung in die Technik für möglich. Auf Grund der zu erwartenden Schwierigkeiten stellte er die Arbeiten auf diesem Gebiet vorübergehend ein.
Der Forscher beantragte am 13. Oktober 1908 beim Kaiserlichen Patentamt in Berlin Patentschutz für ein „Verfahren zur synthetischen Darstellung von Ammoniak aus den Elementen“, den dieses am 8. Juni 1911 mit Patent Nr. 235.421 gewährte. Zwischenzeitlich hatte Haber einen Mitarbeitervertrag mit der BASF geschlossen und ihr das Patent zur wirtschaftlichen Verwertung überlassen. In der Folge entwickelte Carl Bosch bei der BASF das Haber-Bosch-Verfahren, das 1910 zum Patent angemeldet wurde. Dieses Verfahren ermöglichte die synthetische Herstellung von Ammoniak als Grundstoff für die Herstellung von Salpeter zur Herstellung von Düngemitteln und Sprengstoff. Im Jahr 1913 nahm die BASF erstmals eine Anlage nach dem Haber-Bosch-Verfahren im Werk Ludwigshafen-Oppau in Betrieb.

### Schlagwetterpfeife
Kurz nach der Eröffnung des Kaiser-Wilhelm-Instituts erteilte Kaiser Wilhelm im Jahr 1912 Haber den Auftrag, ein Warngerät für das Auftreten von Schlagwettern zu konstruieren. Innerhalb eines Jahres entwickelte Haber die sogenannte Schlagwetterpfeife und stellte sie dem Kaiser in einem Vortrag am 28. Oktober 1913 vor. Haber versuchte seine Erfindung zu vermarkten, letztlich ohne Erfolg.

### Schädlingsbekämpfung
Habers Institut beschäftigte sich ab 1915 nicht nur mit der Entwicklung von Kampfgasen für den Kriegseinsatz, es erforschte auch die Verwendung von Giftgasen zur Bekämpfung von Schädlingen (Nagetieren und Insekten) beispielsweise in Mühlen sowie von Läusen in Massenunterkünften. Im April 1917 gründete Haber einen Technischen Ausschuss für Schädlingsbekämpfung (TASCH), dessen Leitung Walter Heerdt übernahm. Die Mitarbeiter des TASCH führten mit Blausäure Begasungen von Getreidesilos, Militäranlagen und Grenzübergängen durch. Kurz vor der Auflösung des TASCH im März 1919 initiierte Haber die Gründung der Deutschen Gesellschaft für Schädlingsbekämpfung (Degesch) als gemeinnütziges Wirtschaftsunternehmen, um die Verfahren zur Schädlingsbekämpfung mit Blausäure allgemein zugänglich zu machen. Er trug damit maßgeblich dazu bei, dass die industrielle Produktion von Schädlingsbekämpfungsmitteln in Gang kam.
Habers frühere Mitarbeiter Ferdinand Flury und Albrecht Hase entwickelten für die Degesch ein Schädlingsbekämpfungsmittel, das „Zyklon“ genannt und 1920 patentiert wurde (siehe Cyanameisensäuremethylester). Im selben Jahr schied Haber aus der Degesch aus, Heerdt übernahm die Leitung. Heerdt, Bruno Tesch und weitere Chemiker entwickelten das Produkt zu Zyklon B weiter. Das Verfahren zur Herstellung von Zyklon B wurde im Juni 1922 von der Degesch zum Patent angemeldet und im Dezember 1926 patentiert. Zyklon B wurde ab 1942, acht Jahre nach Habers Tod, von den Nationalsozialisten für den Massenmord im industriellen Maßstab an Juden und anderen Opfern missbraucht.

### Born-Haber-Kreisprozess
Nach dem Krieg widmete sich Haber einige Zeit der reinen Forschung, speziell der Entwicklung neuer Modelle für die Struktur von Feststoffen. Der Physiker und spätere Physiknobelpreisträger Max Born, der James Franck am Institut öfter besuchte, stand Haber wegen seiner Beteiligung am Gaskrieg zunächst skeptisch gegenüber. Haber gewann aber sein Vertrauen und sie vereinbarten eine Zusammenarbeit, die schließlich zur Entwicklung des Born-Haber-Kreisprozesses führte. Born hatte bereits mit Alfred Landé über Kristallgitterenergie geforscht. Haber hatte zu dieser Zeit erste Versuche zur Berechnung der makroskopischen Eigenschaften von Kristallen unternommen.
Im Laufe ihrer Zusammenarbeit entwickelten Born und Haber einen Kreisprozess zur Analyse der Gesamtbildungsenthalpie eines Ionenkristalls aus der Summe der Energien der dazu notwendigen Teilschritte wie der Ionisationsenergie und der Verdampfungsenthalpie. Mit Hilfe des Born-Haber-Kreisprozesses ist es möglich, die nicht direkt bestimmbare Gitterenergie zu berechnen. Der Kreisprozess in seiner ursprünglichen Form ist geeignet, um die Gitterenergie überwiegend ionischer Stoffe wie vieler Alkalihalogenide, bei denen ein kovalenter Bindungsanteil vernachlässigt werden kann, zu berechnen.

### Gold aus Meerwasser
Im Jahr 1920 eröffnete Haber einem kleinen Kreis von Mitarbeitern, dass er umfangreiche Untersuchungen auf dem Gebiet der Goldgewinnung aus Meerwasser anstellen wolle. Nach dem Ersten Weltkrieg sah Haber durch die Reparationsforderungen der Siegermächte von über 200 Milliarden Goldmark sowohl Deutschland bedroht als auch die Fortführung eines konstruktiven Wissenschaftsbetriebs an seinem Institut. Haber kannte einige Literatur über Goldgewinnungsverfahren. Er erörterte das Thema mit Svante Arrhenius, den er anlässlich der Nobelpreisverleihung in Stockholm besuchte. Basierend auf den damals angenommenen Goldkonzentrationen von drei bis zehn Milligramm pro Kubikmeter Meerwasser berechnete Arrhenius einen Gesamtgehalt von bis zu acht Milliarden Tonnen Gold im Meerwasser. Die gesamte Goldweltfördermenge des Jahres 1920 dagegen betrug nur 507 Tonnen. Schon die Gewinnung eines sehr kleinen Teiles dieses Goldvorrates hätte ausgereicht, die deutschen Reparationskosten zu begleichen.
Nach umfangreichen Vorarbeiten im Labor beschloss Haber, das Verfahren der Kupellation zur Goldgewinnung zu nutzen. Zur Finanzierung seines Vorhabens gewann er die Degussa sowie die Frankfurter Metallbank. Da das Edelmetall bereits in gelöster Form vorlag, schienen die Voraussetzungen für eine Abtrennung aus dem Meerwasser günstig zu sein, denn bei den herkömmlichen Verfahren war der Aufschluss des Goldes der teuerste Schritt.
Im Zuge des Projekts wurden etwa 5.000 Proben von Meerwasser untersucht. Die gefundenen Konzentrationen lagen immer um den Faktor 100 bis 1000 unter der erwarteten Konzentration. Eine wirtschaftliche Gewinnung von Gold war bei diesen geringen Konzentrationen nicht möglich. Im Jahr 1926 beendete Haber daher die Suche „nach der zweifelhaften Stecknadel im Heuhaufen“.

### Japaninstitut
Fritz Haber reiste 1924 im offiziellen Auftrag des Reichspräsidenten Friedrich Ebert nach Japan, um Kontakte im wissenschaftlichen und kulturellen Bereich zu knüpfen. Unterstützt wurde er dabei von Wilhelm Solf, dem deutschen Botschafter in Tokio von 1920 bis 1928. Dieser förderte zusammen mit dem japanischen Politiker Gotō Shimpei, der unter anderem in Berlin bei Robert Koch und an der Ludwig-Maximilians-Universität München bei Max von Pettenkofer studiert hatte, die kulturelle, politische und wissenschaftliche Annäherung zwischen Japan und Deutschland.
Aus Habers Besuch entstand die Idee, ein Kulturinstitut in Berlin und Tokio einzurichten. Dieses wurde schon im Jahr nach seinem Besuch am 18. Mai 1925 in Berlin als „Institut zur wechselseitigen Kenntnis des geistigen Lebens und der öffentlichen Einrichtungen in Deutschland und Japan (JapanInstitut) e. V.“ gegründet und im Dezember 1926 mit Unterstützung Adolf von Harnacks in den Räumen der Kaiser-Wilhelm-Gesellschaft im Berliner Schloss eröffnet. Im Juni 1927 wurde im Gegenzug das deutsche Kulturinstitut in Tokio eröffnet. Das Ziel der Institute war die Förderung der Zusammenarbeit zwischen Deutschland und Japan auf den Gebieten der Wirtschaft, Kultur und Wissenschaft, zum Beispiel durch Vorträge und Publikationen.

## Darstellung Habers in Film und Literatur
Die Lebensgeschichte Fritz Habers im Spannungsfeld zwischen dem Segen der Forschung für das Wohlergehen der Menschheit und der Erfindung von chemischen Waffen, die Freundschaft des Nobelpreisträgers mit Albert Einstein, der Selbstmord seiner Ehefrau, die Konversion vom jüdischen zum christlichen Glauben und sein glühender deutsch-nationaler Patriotismus sowie die Vertreibung durch das Naziregime aufgrund seiner jüdischen Abstammung wurden vielfach beschrieben.
Im Jahr 1969 veröffentlichte der Schriftsteller Hermann Heinz Wille den Roman Der Januskopf über das Leben Fritz Habers. 2003 schrieb der kanadische Dramatiker Vern Thiessen eine fiktive Lebensgeschichte Habers unter dem Titel Einstein’s Gift. Haber wird als eine tragische Figur geschildert, die sich erfolglos bemüht, sowohl ihrer jüdischen Abstammung als auch den moralischen Folgen ihrer wissenschaftlichen Beiträge auszuweichen. Das BBC-Radio strahlte zwei Folgen aus dem Leben Habers aus. Die erste Folge, Bread from the Air, Gold from the Sea, strahlte der Sender 2001 aus. Sie beschäftigte sich mit Habers Verdiensten um sein Vaterland und der späteren Vertreibung durch die Nazis aufgrund seiner jüdischen Abstammung. Eine zweite Folge, The Greater Good, ausgestrahlt 2008, thematisierte seine Arbeiten im Ersten Weltkrieg und den Selbstmord seiner Ehefrau. Ein französischer Verlag gab 2005 eine vierbändige Comic-Reihe zum Leben Fritz Habers heraus.
Der Regisseur Daniel Ragussis drehte 2008 den Kurzfilm Haber mit Christian Berkel und Juliane Köhler in den Hauptrollen, der mehrere Preise gewann. Im selben Jahr erschien der Film Einstein und Eddington, in dem Haber von Anton Lesser gespielt wurde. 2013 wurde am Staatstheater Darmstadt das Theaterstück Fritz Haber Deutsch oder Stimmt die Chemie? von Peter Schanz uraufgeführt. 2014 erschien das TV-Drama Clara Immerwahr von Regisseur Harald Sicheritz mit Katharina Schüttler in der Titelrolle und Maximilian Brückner als Fritz Haber. Der Film beschreibt das Leben Clara Immerwahrs vom Abitur bis zu ihrem Selbstmord aufgrund der Entwicklung des Weltkrieges und ihrer Ablehnung der Giftgas-Entwicklung ihres Mannes und Arbeitskollegen Haber.

## Ehrungen und Auszeichnungen

### Auszeichnungen

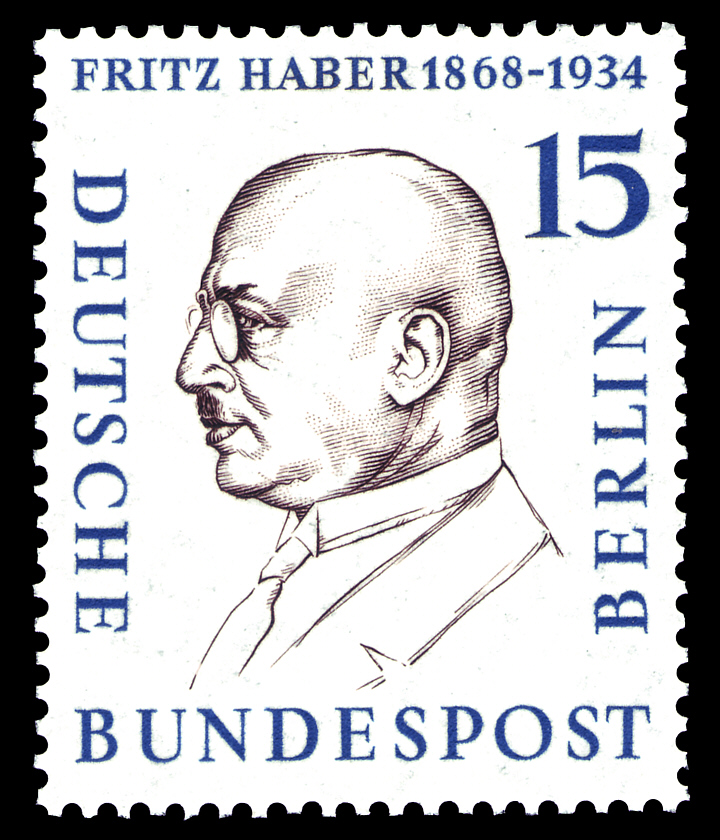
Briefmarke der Deutschen Bundespost Berlin (1957) aus der Serie Männer aus der Geschichte Berlins

- Auswärtiges Mitglied der American Academy of Arts and Sciences (1914)[78]
- Liebig-Denkmünze des Vereins Deutscher Chemiker (1914)
- Eisernes Kreuz (1915)
- Korrespondierendes Mitglied der Bayerischen Akademie der Wissenschaften (1917)
- Mitglied der Göttinger Akademie der Wissenschaften (korrespondierendes Mitglied seit 1918, auswärtiges seit 1927)[79]
- Nobelpreis für Chemie (1918)[80]
- Bunsen-Medaille der Deutschen Bunsen-Gesellschaft für Physikalische Chemie, zusammen mit Carl Bosch (1918)[81]
- Präsident der Gesellschaft Deutscher Chemiker (1923)
- Harnack-Medaille der Kaiser-Wilhelm-Gesellschaft (1926)
- Wilhelm-Exner-Medaille (1929)
- Ehrenmitglied der Société Chimique de France (1931).
- Ehrenmitglied der Chemical Society of England (1931).
- Ehrenmitglied der Society of Chemical Industry, London, (1931).
- Rumford-Medaille, American Academy of Arts and Sciences (1932)
- Auswärtiges Mitglied der National Academy of Sciences, USA (1932)
- Ehrenmitglied der Russischen Akademie der Wissenschaften (1932)
- Vorstand der International Union of Pure and Applied Chemistry, 1929 bis 1933; Vize-Präsident, 1931
- Goethe-Medaille für Kunst und Wissenschaft

Im Jahr 2011 wählten die Leser der Zeitschrift The Chemical Engineer (das Magazin der Institution of Chemical Engineers) Fritz Haber und Carl Bosch zu den „weltweit einflussreichsten Chemieingenieuren aller Zeiten“.

### Benennungen
- 1953 wurde das Kaiser-Wilhelm-Institut für physikalische Chemie und Elektrochemie in Fritz-Haber-Institut der Max-Planck-Gesellschaft umbenannt.
- Seit 1959 vergibt die Deutsche Bunsen-Gesellschaft für Physikalische Chemie den „Nernst-Haber-Bodenstein-Preis“ für hervorragende wissenschaftliche Leistungen junger Forscher im Bereich der physikalischen Chemie.[83]
- Die Bibliothek des Weizmann-Instituts ist nach Haber benannt.
- 1981 wurde an der Hebräischen Universität Jerusalem das „Fritz Haber Center for Molecular Dynamics“ gegründet.[84]
- Im Jahr 2009 wurde der Mondkrater Haber nach ihm benannt.

## Schriften
- Grundriss der technischen Elektrochemie auf theoretischer Grundlage. R. Oldenbourg, München 1898.
- Thermodynamik technischer Gasreaktionen. R. Oldenbourg, München 1905.
- mit E. Ramm und N. Caro: Aus Luft durch Kohle zum Stickstoffdünger, zu Brot und reichlicher Nahrung. R. Oldenbourg, München 1920.
- Fünf Vorträge aus den Jahren 1920–1923. J. Springer, Berlin 1924; Comino, Berlin 2020, ISBN 978-3-945831-26-7. urn:nbn:de:urmel-69458e90-bcd0-4480-9e11-56f2d6f6c5760
- Aus Leben und Beruf. Aufsätze, Reden, Vorträge. J. Springer, Berlin 1927.